# Polycythémie
La polycythémie est une augmentation significative de la quantité totale d'érythrocytes circulants. Le nom polycythémie signifie « beaucoup de cellules dans le sang ». L'étymologie du terme peut se décomposer ainsi : Poly du grec ancien πολύς, polús (beaucoup), Cyt- du grec ancien κύτος, kutos (cellule) et hémie du grec ancien αἷμα, haîma (sang). On va avoir une augmentation de la concentration en hémoglobine et donc une augmentation du transport de l'oxygène.
Cette spécificité hématologique se manifeste surtout chez les personnes habitant en haute montagne (altitude supérieure à 3 500 m) pour s'adapter à la diminution de pression en O2 dans l'air.